# Мисьонес (провинция)
Мисьо́нес (исп. Misiones) — провинция в северо-восточной части Аргентины, в Аргентинской Месопотамии, на границе с Парагваем и Бразилией. На юге граничит с провинцией Корриентес.
Провинция была названа в честь миссий иезуитов, находившихся в регионе. Из 15 миссий в Аргентине одиннадцать располагались в Мисьонес, четыре из них были внесены в список Всемирного наследия ЮНЕСКО: Сан-Игнасио-Мини, Нуэстра-Сеньора-де-Санта-Ана, Нуэстра-Сеньора-де-Лорето, Санта-Мария-ла-Майор.
Главной достопримечательностью провинции являются водопады Игуасу на севере провинции, на границе с бразильским штатом Парана. Водопады Игуасу также внесены в список Всемирного наследия ЮНЕСКО с 1984 года.
В Мисьонесе находятся остатки одного из последних внутриатлантических дождевых лесов.

## Географическое положение и климат

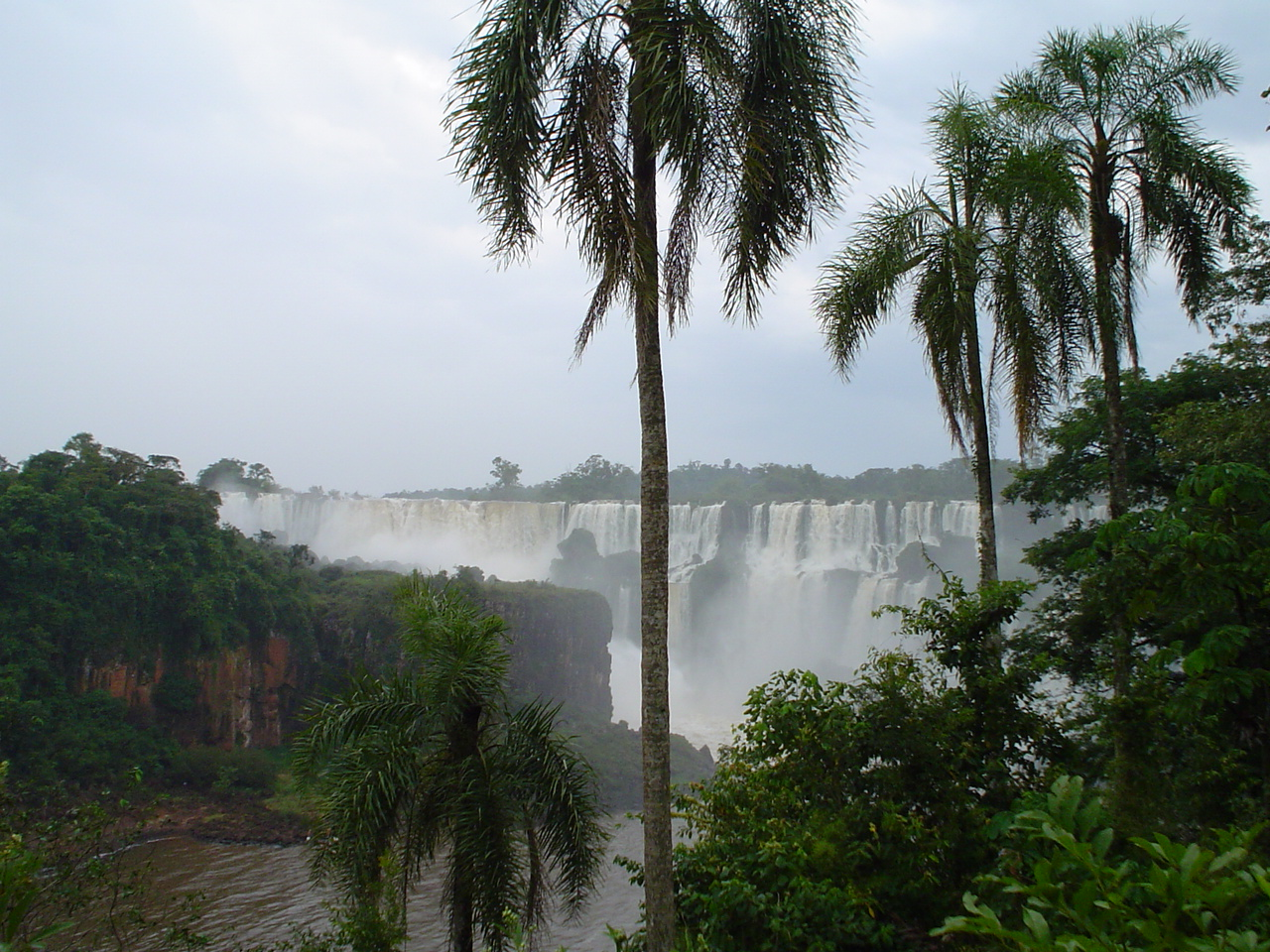
Водопады Игуасу

Провинция Мисьонес ограничена по территории реками Парана и Уругвай и Игуасу. Только на северо-востоке есть небольшой отрезок суши на границе с Бразилией.
Территория покрыта холмами и горами. В южной и центральной части находится горная страна Сьерра-де-Мисьонес, на севере с востока на запад тянется Сьерра-де-ла-Виктория. Самая высокая гора, Серо-дель-Ринсон (843 м), находится вблизи города Бернардо-де-Иригоен. Железо, содержащееся в породе скал, придает им красноватый оттенок.
За исключением сельскохозяйственных угодий вся провинция покрыта тропическими и дождевыми лесами. Для защиты богатой флоры и фауны был создан национальный парк Игуасу. Здесь находятся водопады Игуасу, излюбленное туристическое место и один из самых крупных водопадов мира. Водопады относятся частично к Мисьонес, частично к бразильскому штату Парана.
Климат — субтропический, влажный, с небольшими перепадами температур в течение года. Температура летом составляет 26 ºС, зимой — 15-17 ºС. Среднегодовое количество осадков 1500—1800 мм.

## История

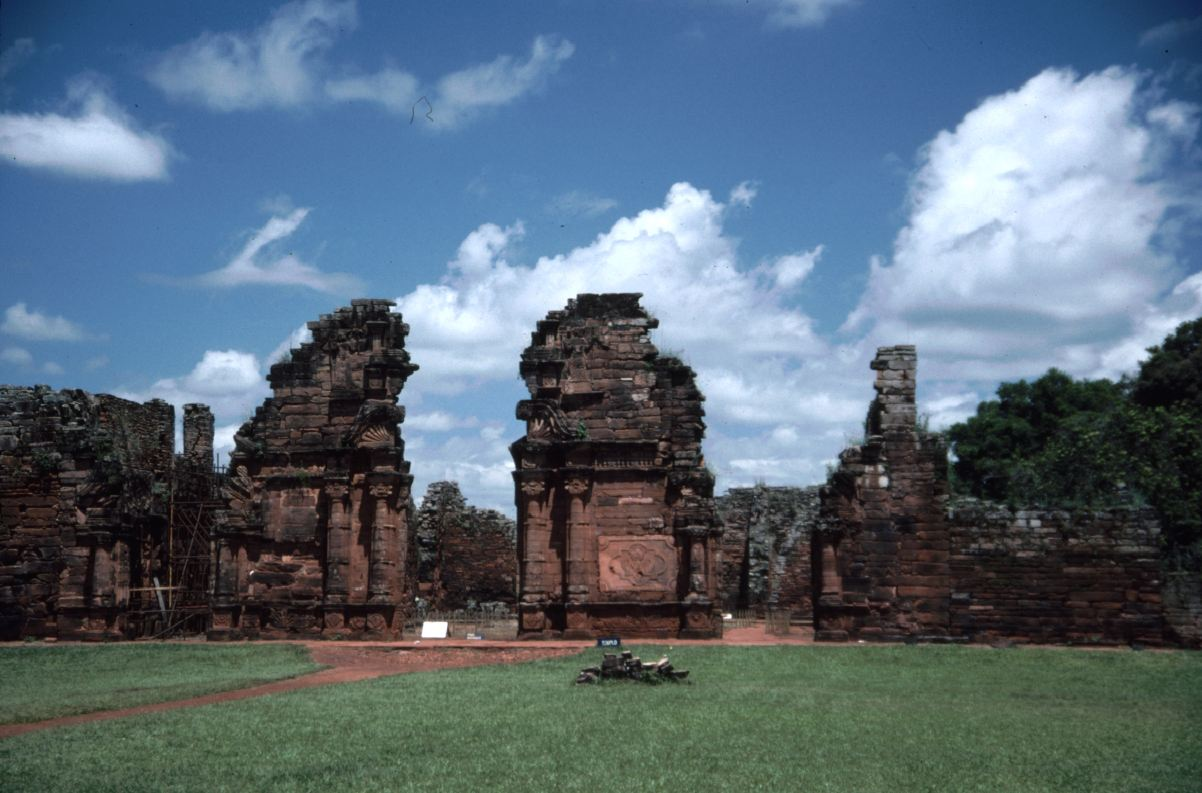
Сан-Игнасио-Мини

Местные племена индейцев гуарани жили на этой территории задолго до прибытия конкистадоров.
Первым европейцем, посетившим провинцию, стал Себастьян Кабот в 1527 году, сплавлявшийся по Паране и открывший водопад Апипе. Альвар Кабеса де Вака достиг водопадов Игуасу.
В XVII веке сюда пришли миссионеры-иезуиты, построившие ряд поселений, самым известным из которых был Сан-Игнасио-Мини. Через несколько лет таких поселений стало уже 30, и в них индейцев гуарани, долгое время бывших жертвами джунглей и эксплуататоров-европейцев, обучали вести сельское хозяйство и ремеслам на процветание миссии. Но в 1759 году правительство Португалии по настоянию маркиза де Помбаля, ярого противника иезуитов, приказало закрыть все миссии. Тем временем маркиз уговорил папу римского Климента XIV распустить орден иезуитов, что и произошло в 1773 году.
В 1814 году Хервасио Посадас, глава Объединенных провинций Аргентины, включил Мисьонес в состав провинции Корриентес. В то время Аргентина считалась независимой, но формально оставалась территорией Испании. Тем не менее, Аргентина не могла контролировать Мисьонес, на который претендовали несколько стран, и имевший эффективное самоуправление, пока в 1830 году аргентинские войска не вошли в Мисьонес.
В 1838 году Мисьонес оккупировал Парагвай, на том основании, что коренное население провинции было индейцами гуарани, основной этнической группы, населяющей Парагвай. В 1865 году Парагвай вновь вторгся на территорию Мисьонес, что привело к войне с Тройственным альянсом. Согласно подписанному в 1876 году мирному договору, побежденный Парагвай отказывался от своих территориальных притязаний на Мисьонес.
В 1876 году президент Николас Авельянеда вместе со своим близким другом Пьетро Канестро обнародовали закон об иммиграции и колонизации. Этот закон поощрял иммиграцию европейцев-колонистов на огромные, неосвоенные территории Аргентины. Таким образом, возник 29 сентября 1919 года город Эльдорадо, основанный Адольфо Швельмом и порт на Нижней Паране. Его сельскохозяйственные и экспериментальные фермы, плантации апельсиновых и грейпфрутовых деревьев и мате, мельницы и сушилки для чая характерны для данной местности.
Мисьонес принял большое количество иммигрантов из Европы, отчасти переселившихся сюда из Южной Бразилии и Буэнос-Айреса, отчасти прямо из Восточной Европы (поляки и украинцы). С тех пор началось экономическое процветание Мисьонеса.
Мисьонес вновь приковал к себе внимание национальных политиков при строительстве дамбы гидроэлектростанции на реке Парана, принадлежащей Парагваю и провинции Корриентес. После запуска гидроэлектростанции воды Параны вышли из берегов в районе Мисьонеса и затопили территорию. Результатом стало распространение таких заболеваний, переносимых москитами, как: лейшманиоз, желтая лихорадка, лихорадка денге и малярия.
Теперь построено две дамбы, одна в верхнем (Итайпу), расположенная в Бразилии и Парагвае, а другая в нижнем течении (Ясирета).

## Население

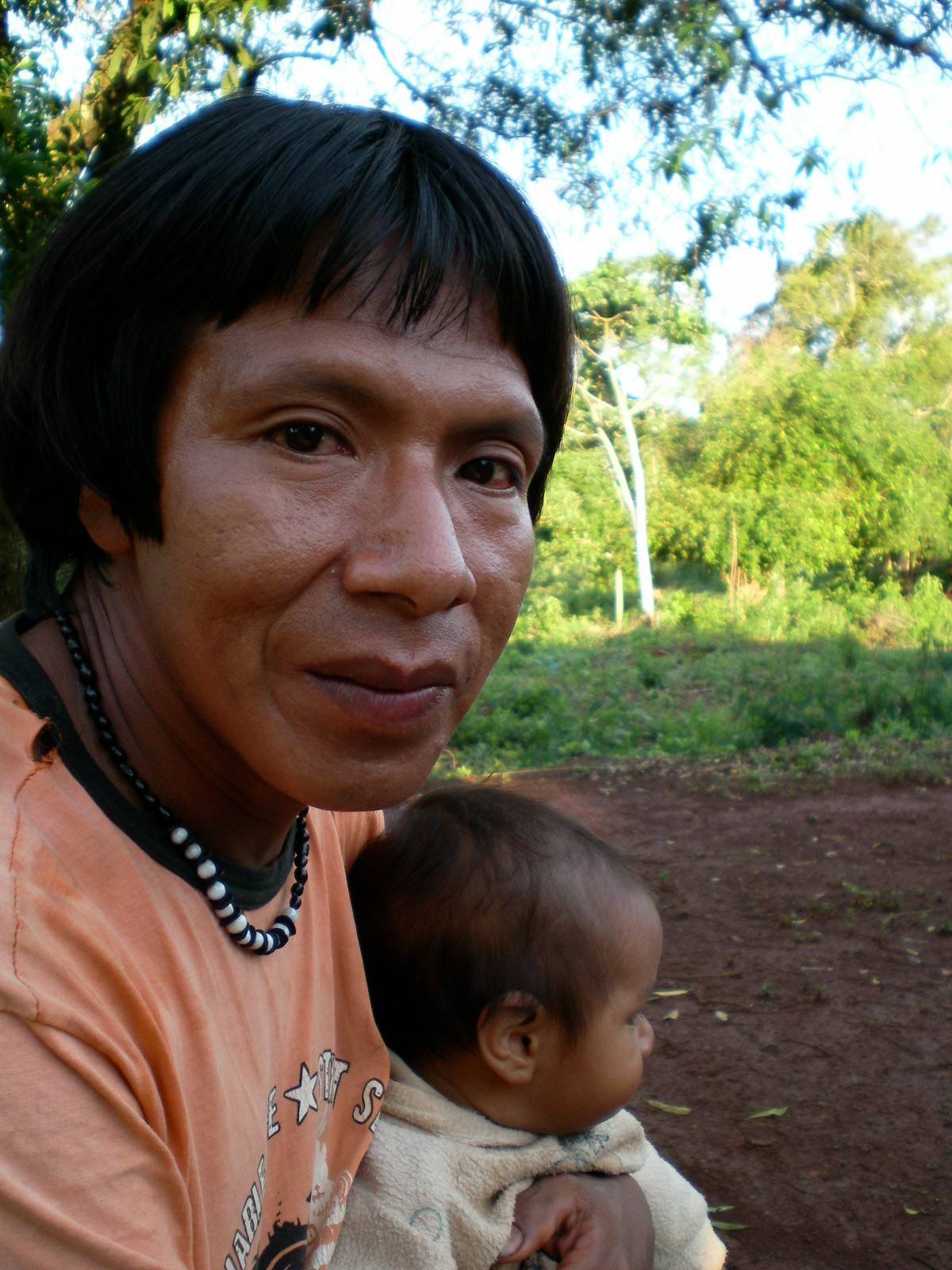
Индейцы гуарани

В Мисьонес проживает 1 101 593 человек (оценка 2010). Большинство жителей — потомки иммигрантов. Это итальянцы, немцы (30%), испанцы, поляки (25%), украинцы (9%), французы, швейцарцы, русские, шведы, датчане, арабы и японцы.
Уровень неграмотности составляет 8,6 %.

## Крупные города
Посадас — столица провинции с населением около 280 000 жителей, административный и промышленный центр.
Обера — город с населением около 60 000 жителей в центральной части.
Эльдорадо — бывшая немецкая колония на северо-западе провинции, около 50 000 жителей.
Пуэрто-Игуасу — пограничный город вблизи национального парка Игуасу на границе с Бразилией, главные отрасли — торговля и туризм, около 35 000 жителей.

## Административное деление

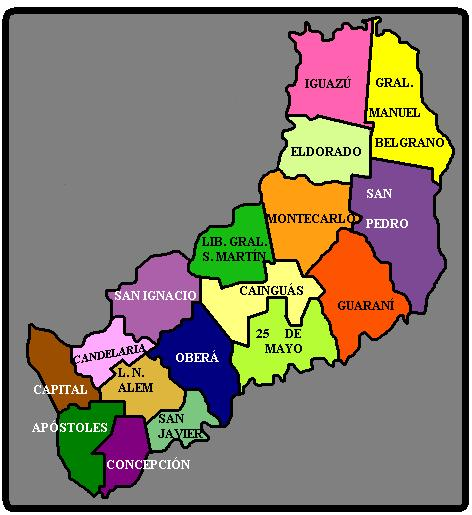
Департаменты Мисьонеса

Провинция Мисьонес разделена на 17 департаментов, состоящих из 75 общин (муниципалитетов).
Конституция провинции была принята 21 апреля 1958 года и признает автономию общин. Общины делятся на категорию I (более 10 000 жителей) и категорию II (от 5 000 до 10 000 жителей).
| №  | Наименование                   | Оригинальное наименование     | Население, тыс.жит. (2001 г.) | Население, тыс.жит. (2010 г.) | Территория, км² | Плотность, чел./км² | Административный центр  |
| 1  | Вейнтисинко-де-Майо            | Veinticinco de Mayo           | 27,2                          | 27,8                          | 1639            | 16,9                | Альба-Поссе             |
| 2  | Апостолес                      | Apostoles                     | 38,0                          | 42,2                          | 1068            | 39,6                | Апостолес               |
| 3  | Гуарани                        | Guarani                       | 57,8                          | 67,9                          | 3314            | 20,5                | Эль-Собербио            |
| 4  | Игуасу                         | Iguazu                        | 66,5                          | 82,2                          | 2769            | 29,7                | Пуэрто-Эсперанса        |
| 5  | Каингуас                       | Cainguas                      | 47,3                          | 53,4                          | 1608            | 33,2                | Кампо-Гранде            |
| 6  | Канделария                     | Candelaria                    | 22,3                          | 27,0                          | 875             | 30,9                | Санта-Ана               |
| 7  | Посадас (Капиталь)             | Posadas                       | 284,3                         | 324,8                         | 965             | 336,5               | Посадас                 |
| 8  | Консепсьон                     | Concepcion                    | 9,1                           | 9,6                           | 726             | 13,2                | Консепсьон-де-ла-Сьерра |
| 9  | Леандро-Н.Алем                 | Leandro N. Alem               | 41,7                          | 45,1                          | 1185            | 38,0                | Леандро-Н.Алем          |
| 10 | Либертадор-Хенераль-Сан-Мартин | Libertador General San Martín | 42,4                          | 46,6                          | 1524            | 30,6                | Пуэрто-Рико             |
| 11 | Монтекарло                     | Montecarlo                    | 34,1                          | 36,7                          | 1723            | 21,3                | Монтекарло              |
| 12 | Обера                          | Obera                         | 95,7                          | 107,5                         | 1620            | 66,4                | Обера                   |
| 13 | Сан-Игнасио                    | San Ignacio                   | 55,0                          | 57,7                          | 1607            | 35,9                | Сан-Игнасио             |
| 14 | Сан-Педро                      | San Pedro                     | 23,7                          | 31,1                          | 3407            | 9,1                 | Сан-Педро               |
| 15 | Сан-Хавьер                     | San Javier                    | 19,2                          | 20,9                          | 536             | 39,0                | Сан-Хавьер              |
| 16 | Хенераль-Мануэль-Бельграно     | General Manuel Belgrano       | 33,5                          | 42,9                          | 3275            | 13,1                | Бернардо-де-Иригойен    |
| 17 | Эльдорадо                      | Eldorado                      | 67,7                          | 78,2                          | 1960            | 39,9                | Эльдорадо               |

## Экономика
Несмотря на относительно неблагоприятные климатические условия, сельское хозяйство составляет 10 % экономики провинции. Прежде всего, это производство чая мате, цитрусовые, в небольших количествах табак, сахарный тростник, рис и кофе.
Лесная промышленность занимается добычей ладана и эвкалипта.
Развивается туризм.